# 네리오 베르나르디

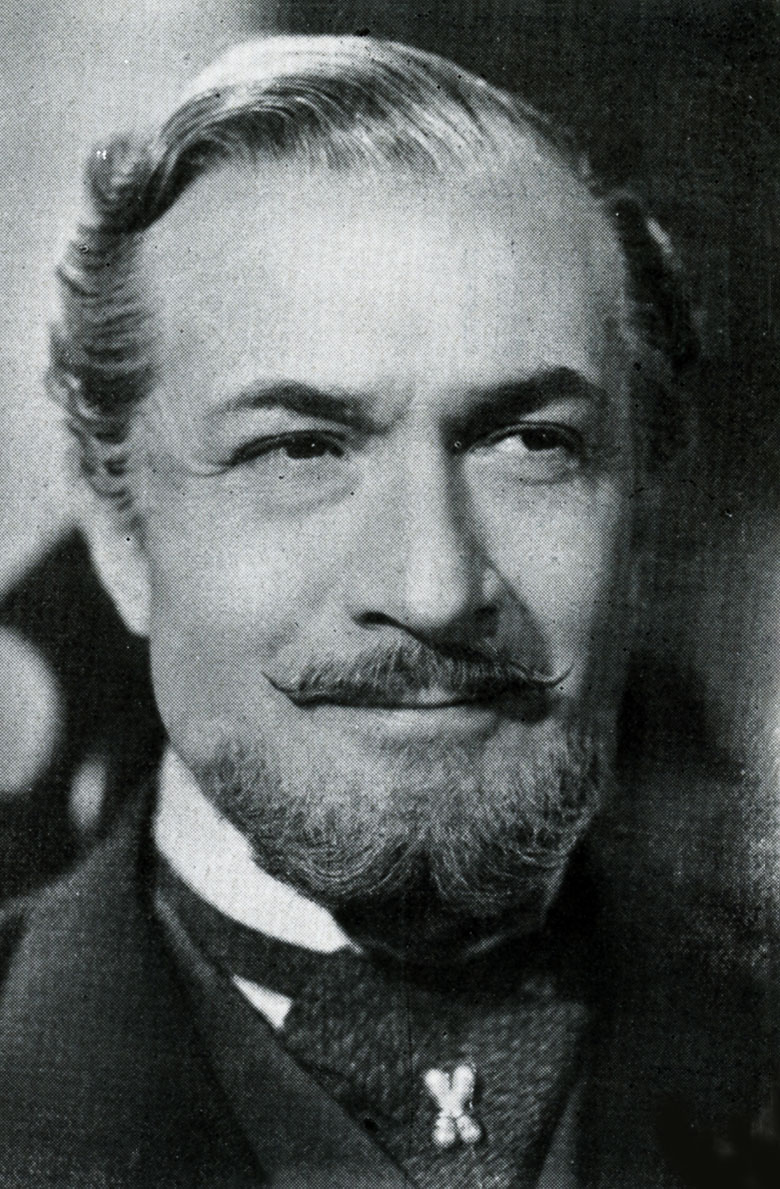

네리오 베르나르디(Nerio Bernardi, 1889년 7월 23일 ~ 1971년 1월 12일)는 이탈리아의 영화배우, 성우이다.
볼로냐에서 태어났으며 로마에서 사망하였다.

## 영화
- 싸이크아웃 포 머더 (1969년)
- 미, 미, 미... 앤 디 아더스 (1966년)
- 미녀 헬렌과 파라온 (1964년)
- 조로와 삼총사 (1963년)
- 더 트래픽 폴리스맨 (1960년)
- 태양은 가득히 (1960년)
- 칼티키 - 불멸의 몬스터 (1959년)
- 데오도라 (1954년)
- 일 비알레 델라 스페란자 (1953년)
- 떼레즈 라껭(영어판) (1953년)
- 팡팡 튤립 (1952년)
- 그의 마지막 12시간 (1951년)
- 인 하이 플레이스 (1945년)
- 페도라 (1942년)